# Нечего терять (альбом)
Нечего терять — шестой студийный альбом группы Чиж & Co, выпущенный в 1999 году.
Запись альбома «Нечего терять» шла с перерывами — начали 25 августа 1998 года, а закончили 13 марта 1999. Альбом включает в себя 11 песен и 3 «альтернативные версии». Девять из них являются песнями Чижа, а остальные — кавер-версии «Расстели мне поле» (Дмитрий Некрасов) и «Пригородный блюз» (Майк Науменко). При этом последняя в альтернативной версии записана совместно с группой «Русский размер» в стиле «техно»
Для записи альбома был использован орган Хаммонда, взятый в студии «Европы Плюс», который после записи сломался.

## Список композиций
Слова и музыка всех песен (кроме отмеченных) написаны Сергеем Чиграковым.
| №   | Название                                     | Длительность |
| --- | -------------------------------------------- | ------------ |
| 1.  | «Нечего терять»                              | 4:36         |
| 2.  | «Еду, еду…»                                  | 4:01         |
| 3.  | «Рождён, чтобы бежать»                       | 5:29         |
| 4.  | «Урал-Байкер блюз»                           | 6:30         |
| 5.  | «На двоих»                                   | 6:16         |
| 6.  | «Пригородный блюз» (автор Майк Науменко)     | 4:03         |
| 7.  | «Зверёк»                                     | 4:16         |
| 8.  | «Дорожная № 2»                               | 4:30         |
| 9.  | «Я подобно собаке…»                          | 5:27         |
| 10. | «Расстели мне поле» (автор Дмитрий Некрасов) | 3:49         |
| 11. | «Пароль»                                     | 4:49         |

| №   | Название                                             | Длительность |
| --- | ---------------------------------------------------- | ------------ |
| 12. | «Пригородный блюз» (ремикс от группы Русский размер) | 3:46         |
| 13. | «Я подобно собаке» (альтернативная гитарная версия)  | 5:09         |
| 14. | «Урал-Байкер блюз» (альтернативная версия)           | 6:34         |

## Участники записи
- Сергей Чиграков — вокал, гитара, акустическая гитара, клавишные, орган Хаммонда, добро, аккордеон, губная гармоника, перкуссия, бэк-вокал
- Михаил Владимиров — гитара
- Алексей Романюк — бас-гитара
- Евгений Баринов — аккордеон, перкуссия
- Игорь Фёдоров — барабаны
- Юрий Морозов — звукорежиссёр